# 14-та бригада оперативного призначення НГ (Україна)
14-та бригада оперативного призначення імені Івана Богуна, також відома як бригада «Червона Калина» (14 БрОП, в/ч 3028) — військове формування Національної гвардії України. Перебуває в складі 1-го корпусу НГУ.
У рамках кампанії «Гвардія наступу» отримала назву «Червона Калина».
Бригада носить ім'я Івана Богуна — українського полковника, військового і державного діяча часів Хмельниччини.

## Історія

### Створення в структурі Внутрішніх військ
8-й окремий полк спеціального призначення Внутрішніх військ «Ягуар» МВС України був заснований згідно з наказом МВС України № 25 від 1 червня 1994 року на базі навчального центру військової частини 3008 ВВ МВС в селі Тютьки Вінницького району Вінницької області.

### Російсько-українська війна
В кінці лютого 2014 року Росія розпочала військову агресію проти України, вторгшись до Криму та анексувавши його. В Україні почалася часткова мобілізація.
З відновленням Національної гвардії України, спецпідрозділ «Ягуар» Внутрішніх військ був реорганізований як 8-й полк оперативного призначення НГУ.

### Харківська ОДА
В ніч з 7 на 8 квітня 2014 року «Ягуар» провів спецоперацію зі звільнення Харківської обласної державної адміністрації від сепаратистів. Без жодного пострілу і жертв було затримано 70 порушників. Всі затримані мали громадянство України.

### Бої за Слов'янськ
13 квітня 2014 року розпочалися бойові дії війни на сході, після захоплення Слов'янська Донецької області російськими диверсійними загонами під командуванням Ігоря Гіркіна.
У квітні-травні 2014 року 200 військових із «Ягуару» забезпечували правопорядок в Ізюмі та Слов'янську. 5 травня підрозділ полку взяв участь у бою в Семенівці під Слов'янськом. Прапорщик Віктор Долінський загинув від вибуху боєкомплекту, ще двох міліціонерів було поранено.
У серпні 2014 року бійці «Ягуару» разом з побратимами із БПСМОП «Луганськ-1» та спецпідрозділу «Омега» провели операцію по зачищенню сіл Кримське й Сокільники Слов'яносербського району Луганської області.

### Бої за Дебальцеве
17 лютого 2015 року підрозділ полку виконував завдання з виведення українських сил з району Дебальцевого. В смт. Луганське підрозділ потрапив під танковий обстріл супротивника, смертельні поранення дістав лейтенант Роман Лабань.
24 березня 2018 року полку було присвоєно почесне найменування «імені Івана Богуна».

### Російське повномасштабне вторгнення
З перших днів повномасштабного російського вторгнення в Україну, у лютому 2022 року підрозділи було залучено до оборони Києва. В районі селища Бузова було розбито механізовані колони російської армії.
Після звільнення Київської області, З червня 2022 року підрозділи полку у складі зведеної батальйонної групи в оперативно-тактичному угрупуванні «Північ» оперативно-стратегічного угрупування військ «Хортиця» брали участь у бойових діях у населених пунктах Сєвєродонецьк і Лисичанськ.
Також на Донбасі підрозділи бригади вели бої та звільнили населений пункт Білогорівка Луганської області. Після цього військові брали участь у боях у районі населених пунктів Спірне та Верхньокам'янське Донецької області.
У 2022 році в рамках рекрутингової кампанії «Гвардія наступу» переформовано в 14-ту бригаду оперативного призначення «Червона Калина».
З весни 2023 року в ході українського контрнаступу підрозділи бригади вели бої на Запорізькому напрямку.
15 квітня 2025 року стало відомо, що бригада увійшла до складу 1-го корпусу Національної гвардії України «Азов».

## Структура
- 1-й батальйон оперативного призначення[14]
- 2-й батальйон оперативного призначення[14]
- рота ударних БпАК спеціального призначення[15]
- рота бойового забезпечення
- протитанкова артилерійська батарея, 2016 рік[16]
- стрілецька рота (резервна), 2016 рік[16]
- рота зв'язку[14]
- ремонтна рота
- рота матеріального забезпечення
- зенітна батарея
- гаубична самохідно-артилерійська батарея, 2019

## Командування
- полковник Миропольський Іван Леонідович[17]
- полковник Вакулко Богдан Іванович
- полковник Охріменко Олександр Вікторович[18]

## Втрати

### 2014
- 5 травня 2014 — Долінський Віктор Григорович прапорщик, інструктор-гранатометник
- 29 травня 2014 — Білошкурський Валентин Васильович прапорщик, інструктор (старший кулеметник).
- 29 травня 2014 — Ліпський Віктор Володимирович прапорщик, інструктор (старший кулеметник).
- 17 серпня 2014 — Мушта Максим Олександрович прапорщик, старший інструктор (кулеметник БТР).

### 2015
- 17 лютого 2015 — Лабань Роман Олегович лейтенант, загинув року, виконуючи завдання з виведення українських сил з району Дебальцевого. В смт. Луганське потрапив під танковий обстріл супротивника.

### 2023
- 1 березня 2023 — Квасниця Роман Сергійович, солдат.
- 23 квітня 2023 — Прокопчук Володимир, старший солдат. Загинув біля села Івано-Дар‘ївка на Донеччині.[19]
- 27 липня 2023 — Цопа Олександр Васильович, сержант.
- 27 липня 2023 — Дерев'янко Віталій Вікторович. Загинув в районі н.п. Вербове Пологівського району.[20]
- 6 серпня 2023 — Лютий Олег. с. Руда-Сілецька. Загинув біля Роботиного.[21]
- 6 серпня 2023 — Кічула Михайло. с. Сокіл. Загинув біля Роботиного.[21]
- 10 серпня 2023— Стахів Ігор Михайлович. с. Хильчиці. Загинув біля Роботиного.
- 13 серпня 2023 — Онішко Андрій («Вікінґ»). м. Донецьк.[22]
- 16 серпня 2023 - старший кулеметник Бурко Юрій Анатолійович 04.06.1996 р.н. Житель с. Дзюньків. Загинув біля н.п. Роботине Запорізької області.
- 18 серпня 2023 — Пелих Ілля. 27 липня 1983, м. Ходорів.[23]
- 18 серпня 2023 — Гордон Ігор. 4 лютого 1998.[23]
- 29 серпня 2023 — Гаврилюк Микола («Кока»). 42 роки, с. Зелений Ріг Черкаської області. Загинув біля села Роботине.[24]
- 9 вересня 2023 — Главатськіх Роман Вікторович. 1.12.1988, с. Бурякова Балка.[25]
- 13 вересня 2023 — Демчук Володимир Леонідович, сержант, командир відділення інженерно-саперного взводу. 29.04.1997, с. Бережани.[25]
- 14 вересня 2023 — Гаврілов Дмитро, старший сержант. Загинув в Запорізькій області.[26]
- 16 вересня 2023 — Трофімчук Віталій («Снайпер»). 32 роки, м. Жмеринка. Загинув в Запорізькій області.[27]
- 13 жовтня 2023 — Ферштей Василь Михайлович, лейтенант.
- 13 жовтня 2023 — Гриневич Владислав Олександрович, солдат.
- 12 листопада 2023 — Дімітріядіс Микола Миколайович. 8 грудня 1991, с. Юрківка Тульчинського району. Загинув біля с. Вербове Запорізької області.[28][29][30][31]
- 25 листопада 2023 — Барда Ярослав Михайлович, старший сержант, командир мінометного взводу. 21.01.1992, с. Чернятин.[32]
- 2 грудня 2023 — Карпов Іван Володимирович («Карп»). 7 травня 1974, с. Штава, Кам'янець-Подільського району.[33][34]
- 13 грудня 2023 — Галюк Андрій Михайлович. 27.12.1994, с. Гринячка. Загинув в районі населеного пункту Вербове.[35][36]

### 2024
- 2 січня 2024 — Касір Ігор Васильович («Каспер»), сержант. 23 жотвня 1975, Вінниця.[37][38]
- 7 лютого 2024 — Фігурний Олександр. Загинув в Запорізькій області.[39]
- 3 березня 2024 — Касімов Сергій Миколайович, головний сержант. Загинув поблизу с. Вербове Пологівського району.[40]
- 13 липня 2024 - Кашуба Ігор, 25 років. Солдат, кулеметник. Загинув в районі н.п. Калинівка  Вінницької області внаслідок ДТП[41].
- 18 серпня 2024 — Шевчук Юрій. 9.06.1991, с. Миколаївка Херсонської області.[42]
- 30 листопада 2024 — Куба Сергій. 27.08.1979, с. Дубова Старосинявської селищної громади. Загинув на Покровському напрямку.[43]

### 2025
- 11 березня 2025 — Недобитюк Віталій. Загинув на Покровському напрямку.[44]
- 19 березня 2025 — Гуцал Сергій, старший солдат, старший дешифрувальник розвідувальних матеріалів з безпілотних літальних апаратів. 1992 р.н. Загинув у районі села Миролюбівки Покровського району Донецької області.[45]
- 19 березня 2025 — Мельник Павло, оператор БпЛА. 26 травня 1978 р.н. Загинув на Покровському напрямку.[46]

## Традиції
Полк відомий під назвою «Калинівський».
Днем частини вважається 2 листопада.
24 серпня 2015 року під час параду з приводу 24-ї річниці незалежності України президент України Петро Порошенко вручив командиру полку бойовий прапор з почесною відзнакою «За мужність та відвагу».
24 березня 2018 року указом Президента України № 82/2018 з метою увічнення пам'яті визначного українського військового і державного діяча часів Хмельниччини полковника Івана Богуна та з урахуванням бойових заслуг, мужності, зразкове виконання покладених завдань 8 полку оперативного призначення було присвоєно почесне найменування «імені Івана Богуна».
27 липня 2022 року полк відзначений почесною відзнакою «За мужність та відвагу».

## Вшанування
15 жовтня 2016 року Президент України Петро Порошенко у Харкові відкрив пам'ятну дошку, присвячену бійцям спеціального підрозділу Національної гвардії України «Ягуар», які 8 квітня 2014 року звільнили будівлю Харківської ОДА від сепаратистів.

### Відео
- Міліція приборкала проросійських сепаратистів у Харкові, а у Донецьку — ще ні на YouTube
- Повернення спецпідрозділу «Ягуар» на YouTube